# 時の行路
『時の行路』（ときのこうろ）は、田島一による小説。リーマンショックの影響からいわれなき解雇となる自動車工場で働く派遣労働者たちを実話を元にしている。その後、『続・時の行路』『争議生活者―『時の行路』完結編』の２作が続編として執筆されている。
作者は、映画の公開にあたって寄せた文章のなかで、〈2008年に襲った「非正規切り」の嵐のもとで、労働組合をつくり立ち上がった人たちや「年越し派遣村」の生々しい光景を目の当たりにしたこと〉を執筆のきっかけとして述べている。実際には〈和解〉という結果となったたたかいを、ほぼ同時進行のかたちで描いている。
『時の行路』のタイトルで映画化され、2020年3月に公開されている。

## 書誌データ
- 『時の行路』 - 「しんぶん赤旗」2010年9月1日から2011年6月14日まで連載、単行本は新日本出版社、2011年9月。 ISBN 978-4-406-05504-8
- 『続・時の行路』 - 「しんぶん赤旗」2013年11月1日から2014年5月23日まで連載、単行本は新日本出版社、2014年8月。 ISBN 978-4-406-05810-0
- 『争議生活者』 - 『民主文学』2017年4月、5月号に掲載。単行本は新日本出版社、2017年9月。 ISBN 978-4-406-06168-1

## 映画
2020年3月14日より池袋シネマ・ロサにて公開。神山征二郎の30作品目の監督作品、石黒賢が派遣工員を、その妻を中山忍が演じる。

### あらすじ
地元である青森の八戸でリストラにより職を失った五味洋介（石黒賢）は、妻の夏美（中山忍）と子どもたちを妻の実家に残して、静岡の大手自動車メーカーの工場の派遣社員の旋盤工として働きながら、仕送りを続けていた。洋介はベテラン技能者として職場でも信頼され、新人の本社員の育成にもあたり、家族とともに暮らせる日を願い頑張っていた。  
しかし、リーマンショックに端を発した非正規労働者の「大量首切り」により職場を追い出されてしまう。
洋介は理不尽な解雇に抗し、仲間と一緒に労働組合に入って立ち上がった。だが洋介や妻たち、支援の人々の願いは届かず、会社と裁判所は冷酷だった。
そんな折、闘病中の夏美が倒れたと  いう知らせを受け、洋介は郷里へ向かう……。

### キャスト
- 五味洋介：石黒賢
- 五味夏美：中山忍
- 天知純一：渡辺大
- 堂島昭雄：安藤一夫
- 大畑達吉：綿引勝彦
- 角野勝頼：川上麻衣子
- ナレーション：日色ともゑ
- 五味涼一：松尾潤
- 五味綾香：村田さくら
- 山本かおり：宇田川かをり
- 高嶋裕紀：塩顕治
- 桑山君夫：池上リョヲマ
- 中井隼人：和田光司
- 大崎拓未：もとき
- 佐々木正典：綱斗
- 藤尾圭吾：橋本一郎
- 武本宏昌：大場泰正

### スタッフ
- 企画：中西繁
- プロデューサー：藤野戸護
- 監督・脚本：神山征二郎
- 共同監督・脚本：土肥拓郎
- 音楽監督：池辺晋一郎
- 撮影監督：加藤雄大
- 照明：鎌田春樹
- 録音：深田晃
- 編集：蛭田智子
- 美術：中山慎
- 協力：三島市、伊豆の国市、沼津市、大月市、伊豆の国アートビレッジ、三島どんぐり合唱団、専修大学